# Incubação

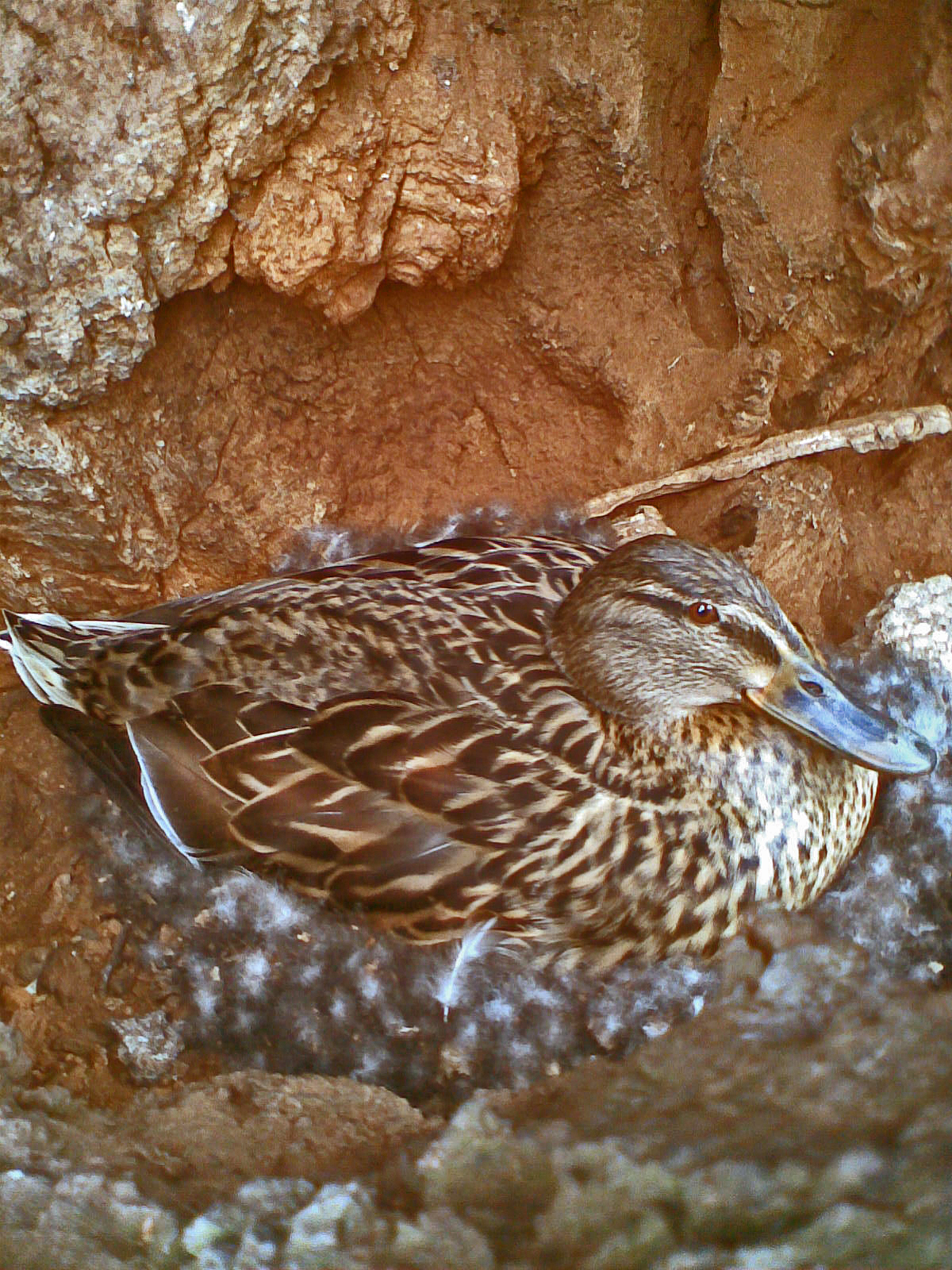
Uma pata incubando os seus ovos

Em biologia, incubação refere-se ao processo pelo qual certos animais ovíparos chocam os seus ovos, e ao desenvolvimento do embrião dentro do ovo desde a postura até à eclosão. O fator mais importante para a incubação é a temperatura constante necessária para o seu desenvolvimento ao longo de um período específico. Especificamente em aves de capoeira, o ato destas se sentarem sobre os ovos para os incubar chama-se de choco. A maioria das espécies de aves de capoeira usadas na produção de ovos tiveram este comportamento suprimido por seleção artificial para aumentar a produtividade.